# Psetta maxima
Psetta maxima (Linnaeus, 1758) é uma espécie de peixe pertencente à família Scophthalmidae do grupo dos peixes ósseos. Conhecida pelo nome comum de pregado, atinge um comprimento máximo que varia de 51 a 100 cm. A espécie é estritamente demersal e tem como habitat as águas costeiras até cerca de 80-100 m de profundidade, sobre fundos de areia ou lodo.

## Descrição
Assim como os outros "peixes-chatos", suas larvas são semelhantes as de outros peixes e vivendo aproximadamente 6 meses na coluna de água, antes de sofrerem uma metamorfose.
Nesta metamorfose se adaptam à vida no fundo do mar. O olho direito desloca-se, a boca desvia-se e o corpo achata-se. Possui a capacidade de mimetizar o ambiente pela mudança da coloração da pele, evitando os predadores.

## Biologia
O pregado (Psetta maxima) é um peixe-chato de grande importância, com ambos os olhos na face superior. É comum na costa atlântica da Europa, mas menos frequente no Mediterrâneo. Vive em fundos marinhos arenosos e lodosos, em águas pouco profundas, até um máximo de 100 metros de profundidade, adquirindo a cor do substrato. Reproduz-se de maio a julho, no Atlântico, e mais cedo, de fevereiro a abril, no Mediterrâneo. Inicialmente, as larvas são simétricas, mas ao cabo de 40 a 50 dias, à medida que se desenvolvem, o olho direito migra para o lado esquerdo. O pregado é carnívoro: os juvenis alimentam-se de moluscos e crustáceos e os adultos alimentam-se principalmente de peixes e cefalópodes.

## História
Seu consumo no século XVII já foi considerado um privilégio dos mais abastados como demonstra o ensaio de Michel de Montaigne criticando as leis suntuárias e de consumo de carne vigentes desde 1629, criadas nos atos de Luís XIII da França.
"A maneira pela qual nossas leis tentam regular as despesas ociosas e inúteis de carne e roupas parece ser contrária ao fim planejado… ninguém além dos príncipes devem comer pregado, usar veludo ou renda dourada, e interditar estas coisas ao povo, que é, senão a torná-las uma maior estima, e para definir cada um mais o que comer e vestir-los?"

## Cultura
A cultura do pregado teve início na década de 1970 no Reino Unido, tendo-se posteriormente desenvolvido em França e em Espanha. Embora outros países da União pratiquem a cultura de pregado, a Espanha, em especial a região da Galiza, afirmou-se como o principal produtor da União Europeia.
A exemplo do que acontece com o robalo e a dourada, os juvenis de pregado são produzidos em estações de produção de juvenis tecnologicamente sofisticadas, que requerem mão-de-obra qualificada. A reprodução em cativeiro tem lugar em condições rigorosamente controladas. Os reprodutores são mantidos em tanques de betão, em baixas densidades, com um fotoperíodo e uma temperatura específicas, e são alimentados com granulados húmidos especialmente preparados para o efeito. Deste modo, é possível obter ovos durante todo o ano.
Os ovos são pelágicos e são colocados em tanques de incubação até eclodirem. As larvas são mantidas em sistemas semi-intensivos (cinco
larvas por litro) ou em sistemas intensivos (vinte a quarenta larvas por litro). Quando abrem a boca, as larvas são alimentadas com zooplâncton e, posteriormente, com artémia (um pequeno crustáceo), podendo igualmente ser adicionado fitoplâncton à água dos tanques.
Durante o seu segundo mês, passam para um regime alimentar comercial artificial. Nos dois meses seguintes, os alevins são alimentados com grânulos secos em tanques de alevinagem, até atingirem um peso de 5-10 g. Os juvenis são então transferidos para tanques maiores, onde ficam em pré-engorda durante vários meses, até atingirem 100 g de peso.
A criação é normalmente feita no exterior, em tanques quadrados ou circulares em terra, com água do mar bombeada em circuito aberto. Os tanques são cobertos para proteger os peixes de queimaduras solares. A densidade de ocupação é de 20 a 40 kg por metro quadrado.
Apenas uma pequena proporção do pregado europeu é produzida em sistemas aquícolas com recirculação. Podem igualmente ser utilizadas jaulas de
fundo para o estádio de crescimento, embora estas sejam menos frequentes. O pregado leva de 26 a 30 meses para atingir 1,5 a 2 kg de peso.
Antes de se ter desenvolvido na China, com reprodutores importados da Europa, a cultura de pregado era praticada unicamente na Europa. De acordo com os dados da FAO, a China produz cerca de 60 000 toneladas de pregado de aquicultura, enquanto na UE a produção aquícola fica um pouco aquém da 10 000 e a pesca assegura cerca de 6 000 toneladas anuais.
Na União Europeia, o principal produtor de pregado de cultura é a Espanha, embora esteja previsto para breve um importante incremento da cultura do pregado em Portugal. O comércio com países terceiros não é significativo. O comércio de pregado de cultura entre países da União Europeia representa metade do valor da produção aquícola da União, sendo os principais fluxos comerciais de Espanha para França, Itália e Portugal.
Em 2011, a produção de pregado atingiu as 3197 toneladas
Em 2012 a produção deverá ser de, aproximadamente, 4500 toneladas. As zonas de produção desta espécie são Praia da Tocha, Mira e Torreira (Aveiro).